# Bertilimumab
Il bertilimumab è un anticorpo monoclonale umano che si lega alla chemochina CCL11, molecola importante nella regolazione dell'attività degli eosinofili in generale. È stato scoperto dalla Cambridge Antibody Technology (CAT) mediante la tecnica del phage display; inizialmente denominato CAT-213, era stato in prima battuta utilizzato come terapia sperimentale per forme particolarmente severe di allergia.
Nel gennaio 2007, la Cambridge Antibody Technology ha venduto la licenza alla iCo Therapeutics Inc. per il trattamento delle allergie; la iCo Therapeutics Inc. è un'azienda con sede a Vancouver che si occupa di riformulare la composizione o le indicazioni di posologia di alcuni farmaci con l'obiettivo di renderli utili, sul piano terapeutico, anche per patologie diverse da quelle per i quali sono stati impiegati in prima battuta. L'azienda canadese ha ribattezzato iCo-008 il CAT-213, dopodiché ha lanciato uno studio clinico in fase II che prevedeva la somministrazione dell'anticorpo a pazienti affetti da cheratocongiuntivite "vernal" (a eziologia allergica, a carattere cronico e intermittente, a cadenza stagionale).
Nel marzo 2008, la iCo Therapeutics Inc. ha annunciato di aver condotto studi clinici in fase I e fase II su un totale di 126 pazienti; la produzione del farmaco è stata affidata alla casa farmaceutica svizzera Lonza Group, nei suoi stabilimenti produttivi di Slough, nel Regno Unito. Successivamente, la iCo trasferì i prodotti in un altro stabilimento, deputato allo svolgimento delle ultime fasi produttive dell'iCo-008/bertilimumab. L'azienda di Vancouver ha dichiarato che la resa del prodotto è molto elevata e che la realizzazione laboratoristica del bertilimumab ha rispettato tutte le norme necessarie.